# Акдунь
Акду́нь (кит. трад. 阿克敦, пиньинь Ākèdūn, 1685—1756) — маньчжурский чиновник и дипломат империи Цин. Акдун принадлежал к «чисто голубому знамени». Он был отцом цинского чиновника и генерала Агуя.

## Биография
Родился 4 мая 1685 года.
В 1717 году он послан главой миссии в Чосон с повторными назначениями в 1722 и 1724 годах. В 1734-1735 годах назначен помощником начальника приграничной комиссий Фуная для переговов с джунгарами. Но переговоры не дали результата. 
В 1738 году назначен послом для повторных переговоров с джунгарами. В 1740 году подписал мирные договоры.
Скончался 22 февраля 1756 года.